# Éole-en-Beauce
Éole-en-Beauce (bis 31. Dezember 2018 Eole-en-Beauce) ist eine französische Gemeinde mit 1240 Einwohnern (Stand 1. Januar 2022) im Département Eure-et-Loir in der Region Centre-Val de Loire. Sie gehört zum Arrondissement Chartres und ist Mitglied im Gemeindeverband Communauté de communes Cœur de Beauce.
Die ursprüngliche Gemeinde Eole-en-Beauce entstand mit Wirkung vom 1. Januar 2016 als Commune nouvelle durch die Zusammenlegung der bisherigen Gemeinden Viabon, Baignolet, Fains-la-Folie und Germignonville, die in der neuen Gemeinde den Status einer Commune déléguée hatten. Der Verwaltungssitz befand sich im Ort Viabon.
Mit Wirkung vom 1. Januar 2019 wurde die aktuelle Commune nouvelle gegründet durch Zusammenlegung der bisherigen, gleichnamigen Commune nouvelle mit der bis dahin selbstständigen Gemeinde Villeau. Diese und alle bisherigen Communes déléguées erhalten bzw. behalten diesen Status. Der Verwaltungssitz verbleibt im Ort Viabon. Im gleichen Zug erhielt die neue Gemeinde den Namen Éole-en-Beauce.

## Gliederung
| Ortsteil                 | ehemaliger INSEE-Code | Fläche (km²) | Einwohnerzahl (2022) |
| ------------------------ | --------------------- | ------------ | -------------------- |
| Viabon (Verwaltungssitz) | 28406                 | 36,43        | 381                  |
| Baignolet                | 28020                 | 10,07        | 117                  |
| Fains-la-Folie           | 28145                 | 21,65        | 360                  |
| Germignonville           | 28179                 | 20,92        | 228                  |
| Villeau (seit 2019)      | 28412                 | 13,79        | 154                  |

## Sehenswürdigkeiten
- Château de Cambray in Germignonville, seit 2004 ein Monument historique
- Kirche Saint-Sébastien in Baignolet, seit 2006 ein Monument historique
- Das Schloss von Fains-la-Folie